# David Johansson (längdskidåkare)
David "Dalle" Rune Johansson, född 16 augusti 1926 i Delsbo församling, Gävleborgs län, död 24 september 2005 i samma församling, var en svensk längdskidåkare som tävlade för Delsbo IF.
David "Dalle" Johansson vann Vasaloppet 1961. Han var efter sin karriär tränare för längdskidåkaren Thomas Magnuson.
Han var gift första gången 1949 med Gunhild Johansson (1928–1966) som han hade sina söner med. Andra gången gifte han sig 1986.